# Хепберн

Герб англійських Гепбернів.

Хе́пберн, або Гепберн (англ. Hepburn; [hɛpbərn]) — англійсько-шотландське прізвище. Походить з території англійсько-шотландського пограниччя, з північної Англії. Походить від топоніма — містечка Геброн (Hebron) у графстві Нортумберленд або Гебберн (Hebburn) у графстві Тайн-енд-Вір. Значення — «висока могила» або «узвишшя над водою». Біля замку Чіллінгем зберігся бастл, звідки виводить свої початки шляхетна родина Гепбернів. У XV—XVI століттях представники бічної гілки цієї родини носили шотландський титул графів Ботвеллських.
- Клан Хепберн